# 李恂 (唐朝)
李恂（808年—844年5月7日），唐朝皇子，是唐宪宗的第十子，母杜氏。
长庆元年（821年），李恂被他三哥唐穆宗封为沔王，其后史书中没有记载他的情况。他的长子李瀛被封为晋陵郡王。
　　